# Mediator (biologia)
Mediator – kompleks złożony z około 20 białek, który działa jako koaktywator transkrypcji u eukariontów (w neurologii także: substancja chemiczna wspomagająca przewodzenie impulsów). Białka wchodzące w skład tego kompleksu mogą wiązać się z różnymi aktywatorami transkrypcji, stabilizują wiązanie białka TBP do promotora, a także oddziałują z polimerazą RNA, którą mogą fosforylować dzięki swojej aktywności kinazy.
Mediatory zostały odkryte przez Rogera Kornberga.